# Дефетизам
Дефетизам је прихватање и помирење са поразом без борбе. У свакодневној употреби дефетизам најчешће има негативну конотацију и често се поистовећује са песимизмом и издајом.
Израз се најчешће користи у контексту рата: војник може бити дефетиста уколико одбије да се бори јер верује да ће борба сигурно бити изгубљена. Може се користити и у осталим пољима као што су економија, култура или спорт. Израз потиче из Француске.